# Srbská pravoslavná církev

Administrativní rozdělení Srbské pravoslavné církve.

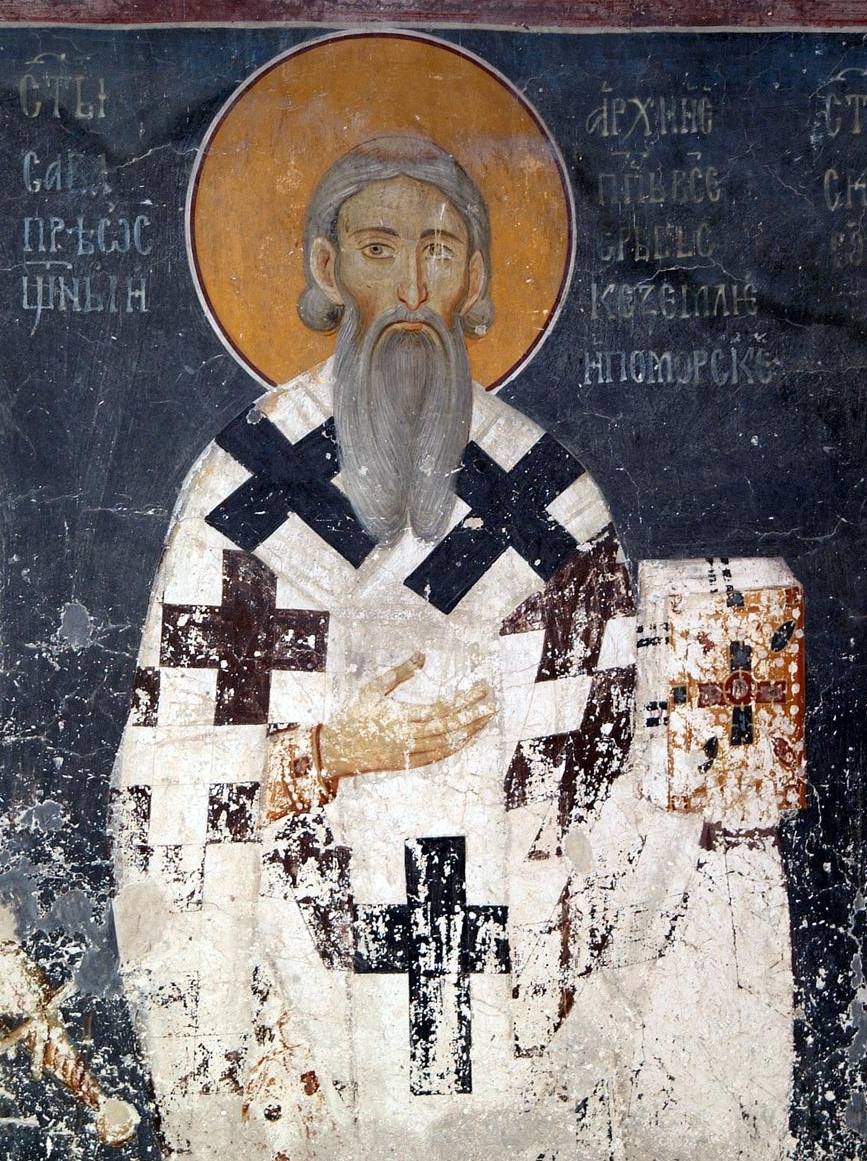
Obraz zakladatele, svatého Sávy, z 13. století

Srbská pravoslavná církev (srbsky Српска православна црква, Srpska pravoslavna crkva) je autokefální pravoslavná církev působící zejména v Srbsku, Černé Hoře, Republice srbské v Bosně a Hercegovině a Chorvatsku, dalšími ohnisky jsou komunity srbských emigrantů. Celkem má 8,55 -11 milionů věřících a v jejím čele stál v letech 2010–2020 patriarcha Irenej Nišský, od roku 2021 je v jejím čele patriarcha Porfirije. Před druhou světovou válkou k Srbské pravoslavné církvi patřila i většina českých pravoslavných věřících v čele s biskupem Gorazdem, do roku 1951, kdy získala autokefalitu.

## Historie
Za datum jejího vzniku se považuje rok 1219 a klíčovou osobnost Rastko Nemanjić (svatý Sáva). Je tak druhou nejstarší slovanskou pravoslavnou církví po bulharské. Kromě srbštiny používá za liturgický jazyk také církevní slovanštinu.[zdroj?] Jejími hlavními sídly jsou Peć (Pećský klášter)
a Bělehrad, největším chrámem je bělehradský chrám svatého Sávy.
V roce 1766 nechala Osmanská říše zrušit klášter v Peći, oficiálně z důvodu politické angažovanosti v poslední rakousko-turecké válce. Spolu s ním bylo zrušeno i celé vedení srbské pravoslavné církve. O nedlouho později nechali Turci také zrušit patriarchát v Ochridu a církevní záležitosti pravoslavného obyvatelstva na Balkáně byly spravovány přímo z Cařihradu.
Srbská pravoslavná církev byla institucí, která na začátku 20. století působila v několika různých zemích; v Rakousko-Uhersku (v Uhersku, Bosně a Hercegovině a Předlitavsku), v Srbsku, v Černé Hoře a v Osmanské říši. Ve všech zemích mimo Srbska docházelo k různým střetům mezi politickými elitami a církevními představiteli. Zatímco v Srbsku samotném měla církev značná privilegia a v Černé Hoře zajišťoval financování značného počtu církevních představitelů a pracovníků stát, v některých jiných zemích (především v Rakousko-Uhersku) byla situace jiná. Církevní představitele v Rakouskem okupované Bosně a Hercegovině vybíral sám rakouský císař; v Uhersku řídila srbskou církev národní rada, na kterou dohlížel metropolita ve Sremských Karlovcích.
Po jistou dobu v 19. století probíhal mocenský spor o to, zdali srbský stát ovládne církev, či nikoliv. Přestože od roku 1881 měl v podstatě pravoslavnou církev pod kontrolou, měla církev značná privilegia a možnosti i nadále. Byla považována za státní náboženství; ve školách se vzdělávala věrouka a církev zajišťovala oslavy všech národních svátků. Učitelé a církevní představitelé získávali plat od srbského státu.
Vznik jednotného jugoslávského státu v roce 1918 přivítala proto Srbská pravoslavná církev s ohromnou úlevou. Její sjednocení však znamenalo i značný nárůst politického vlivu. Pravoslavná církev měla svého zástupce v královské radě a několik vlastních poslanců v jugoslávské skupštině, kteří do ní kandidovali na listinách různých politických stran. V roce 1926 byla uzavřena mezi církevními představiteli a vládou smlouva (obdoba konkordátu), která vymezila mantinely v konání obou institucí.

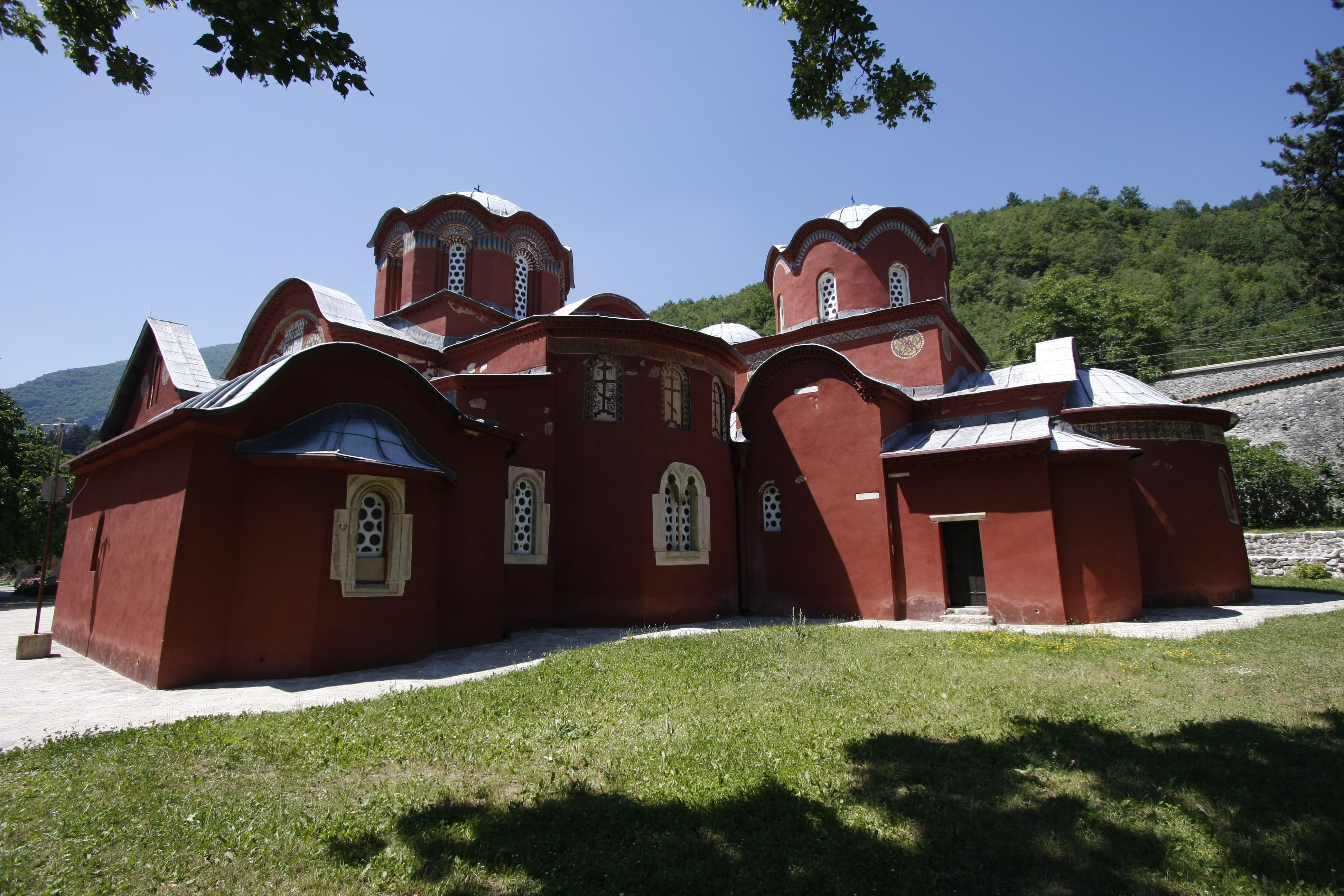
Patriarchát v Peći.

Během období existence meziválečné Jugoslávie protežoval stát pravoslavnou církev a zajišťoval ji značné finanční dotace. Díky tomu dokázala Srbská pravoslavná církev uzákonit vlastní metropoli v Záhřebu, vybudovat tři pravoslavné kostely v převážně katolickém Slovinsku a zapojit se do jednání o vzniku nové církevní vysoké školy v chorvatské metropoli Záhřebu (která nakonec nicméně nebyla realizována).
Ve třicátých letech byl uzavřen konkordát mezi Římskokatolickou církví a jugoslávskou vládou, který srbská pravoslavná církev otevřena zkritizovala. Nechala jej zveřejnit (což vláda v Bělehradě neudělala) a publikovala komentář, který byl velmi nevyhýbavý. Pravoslavní představitelé se totiž obávali, že by katolická církev mohla získat lepší postavení a ohrozit jejich postavení. Následně vedení církve až do roku 1937 vystupovalo ostře proti vládě premiéra Stojadinoviće, který i přes odpor pravoslavné církve konkordát chtěl schválit, nakonec však kvůli úmrtí patriarchy a vyostření sporu vláda upustila od tohoto úmyslu, a konkordát tak nikdy schválen nebyl.
Během druhé světové války byla církev tvrdě potlačována chorvatským fašistickým režimem, což jí způsobilo velké ztráty. Bylo srovnáno se zemí značné množství kostelů a klášterů; páleny knihy a vyháněni kněží. Pro srbskou pravoslavnou církev, jejíž věřící žili v území od řecké hranice až téměř po Rijeku představoval Nezávislý stát Chorvatsko velké nebezpečí; zničena byla až čtvrtina všech kostelů na území bývalé Jugoslávie, které pod Srbskou pravoslavnou církev spadaly.
Po druhé světové válce byla církev potlačována komunistickým režimem. Nejtěžší období pro srbské pravoslavné probíhalo v letech 1945 – 1953, kdy byl jugoslávský režim po jistou dobu prosovětský a za cíl považoval vybudování ateistické společnosti. První krok, který komunisté učinili, bylo znárodnění církevních pozemků, poté následovaly tvrdé tresty pro kněží, kteří nechtěli souhlasit s řadou vládních politik. Zabaveno bylo celkem 70 000 ha pozemků a do roku 1957 i 1180 budov.
Po brionském plénu a odstavení Aleksandra Rankoviće došlo k změnám v jugoslávském politickém vedení a liberalizaci poměrů. Nedlouho poté proto makedonští církevní představitelé požádali bělehradské vedení pravoslavné církve o zahájení jednání o autokefalitě. Patriarchát v srbské metropoli však veškerá jednání odmítl, a byla tak vyhlášena nezávislá Makedonská pravoslavná církev. Vzhledem k tomu, že Srbská pravoslavná církev její autokefalitu dlouhou dobu neuznala, jednalo se o církev nekanonickou (do r. 2022). Komunistická vláda opakovaně vyzývala v průběhu 60., 70. a 80. let bělehradský patriarchát, aby své spory s Ochridem urovnal, nicméně neúspěšně.
Problematickým tématem pro církev se během 70. a 80. let stalo získávání nových stavebních povolení pro budování dalších kostelů. Roku 1984 získala Srbská pravoslavná církev povolení vybudovat na Vračaru Chrám svatého Sávy. Za velmi skromných podmínek se dařilo pravoslavné církvi od 50. do 70. let postupně expandovat. Nechala postavit 180 nových kostelů po celé zemi, z toho 2 v záhřebské eparchii.
K obrodě církve došlo v polovině 80. let a za nástupu Slobodana Miloševiće. Milošević opustil praxi předchozích komunistů, pravidelně se objevoval s církevními představiteli na veřejnosti[zdroj?], a vyzdvihl úlohu pravoslavné víry pro srbskou národní identitu. Deník Politika začal psát o církvi pozitivně; v červnu 1990 navíc byla ze škol na území Republiky Srbsko odstraněna výuka marxismu. Během Miloševićova projevu na Gazimestanu na Vidovdan 1989 byly poprvé vedle sebe vlajky Jugoslávie, Srbska a pravoslavné církve.

## Věřící
Státy s významným množstvím věřících Srbské pravoslavné církve podle počtu věřících: a dále: Srbská pravoslavná diaspora v ostatní Evropě a státech mimo Evropu/ 2-3 miliony??
| stát                | počet věřících | podíl obyvatelstva |
| ------------------- | -------------- | ------------------ |
| Srbsko              | 6 371 584      | 84 %               |
| Bosna a Hercegovina | 1 484 000      | 37 %               |
| Černá Hora          | 460 383        | 74 %               |
| Chorvatsko          | 201 631        | 4,4 %              |
| Slovinsko           | 38 964         | 2 %                |